# Beatriz de Navarra
Beatriz de Navarra ou Beatriz de Évreux (c. 1392 - Olite, 14 de dezembro de 1407) nobre navarra, filha de Carlos III o Nobre, rei de Navarra e da infanta castelhana Leonor de Trastâmara.
Em 1406 casou-se, na catedral de Pamplona, com Jaime II de La Marche. Deste matrimônio nasceu:
- Leonor (Burlada, 7 de setembro de 1407 -?, 1464), casada com Bernardo de Armagnac.

Beatriz faleceu no Palácio Real de Olite (Navarra) em 14 de dezembro de 1407.